# Bwambo
Bwambo ist ein Verwaltungsbezirk (Ward) des Distrikts Same in der tansanischen Region Kilimandscharo.

## Geografie
Bwambo liegt im Nordosten von Tansania im Zentrum des Südlichen Pare-Gebirges. Der Bezirk grenzt im Norden an Chome, im Osten an Mpinji, im Süden an Kirangare, im Südosten kurz an Hedaru und im Westen an Gavao-Saweni, Suji und Tae. Bei der Volkszählung 2022 lebten 9670 Menschen in 2304 Haushalten auf einer Fläche von 54,2 Quadratkilometern.

## Gliederung
Der Bezirk besteht aus drei Gemeinden (Mtaa) mit zwölf Orten (Kitongoji):
| Vugwama - Mshewa/Rangeni - Vugwama Kati - Pareni/Mvureni | Mwateni - Mturo - Ntambwe - Kwamsitu - Kwanatema | Bwambo - Changulue - Idaru - Bwambo - Ngujini - Vuzira |

## Wirtschaft und Infrastruktur
- Bildung: In Bwambo liegen zwei staatliche weiterführende Schulen.[8] Die Kigango Secondary School und die Pareni Secondary School bilden je rund 100 Jugendliche bis zur 4. Stufe aus.[9][10]
- Gesundheit: Im Bezirk gibt es ein von der katholischen Kirche betriebenes Gesundheitszentrum[11] und zwei staatliche Apotheken, je eine in der Gemeinde Vugwama[12] und Bwambo.[13]

## Sonstiges
Die katholische Pfarre Bwambo wurde im Jahr 1960 eingerichtet. Sie gehört zur Diözese Same und zählt rund 500 Mitglieder.